# Степанівка (Коломацька сільська громада)
Степа́нівка — село в Україні, в Полтавському районі Полтавської області. Населення становить 179 осіб. Орган місцевого самоврядування — Коломацька сільська рада.

## Населення

### Мова
Розподіл населення за рідною мовою за даними перепису 2001 року:
| Мова       | Кількість | Відсоток |
| ---------- | --------- | -------- |
| українська | 174       | 97.21%   |
| російська  | 5         | 2.79%    |
| Усього     | 179       | 100%     |

## Географія
Село Степанівка знаходиться на лівому березі річки Коломак, нижче за течією примикає село Дудникове, на протилежному березі — село Черкасівка. Поруч проходить автомобільна дорога М03 (Р11).

## Інфраструктура
У Степанівці знаходиться другий у світі за чутливістю декаметровий інструмент — радіотелескоп УРАН-2.